# Лоше комшије
Лоше комшије (енгл. Neighbors) амерички је хумористички филм из 2014. године, редитеља Николаса Столера и писаца Ендруа Коена и Брендана О’Брајена. Главне улоге играју Сет Роген, Зак Ефрон, Роуз Берн, Дејв Франко и Кристофер Минц-Плас. Радња прати пар који долази у сукоб са братством које се недавно уселило у суседство, што их води у свеобухватни рат.
Премијера филма била је 8. марта 2014. године на South by Southwest-у, а издат је 9. маја у Сједињеним Државама. Филм је издат 8. маја 2014. године у Србији, дистрибутера Taramount Film-а. Филм је добио позитивне критике, са похвалама намењеним изузетним наступима Ефрона и Бернове, а постигао је и комерцијални успех, зарадио преко 270 милиона америчких долара широм света, и постао је Рогенов играни филм са највећом зарадом. Наставак, Лоше комшије 2, издат је 20. маја 2016. године, са Столером као редитељем, а већина глумачке екипе поново је поновила своје улоге.

## Радња
Мак Раднер и његова супруга Кели, рођена у Аустралији, прилагођавају се животу са својом ћерком, Стелом. Ограничења родитељства отежавају им одржавање старог начина живота, што их удаљава од пријатеља, Џимија Блевинса, и његове бивше супруге, Поле. Делта Пси Бета, братство познато по нечувеним забавама, усељава се у суседство. Вође братства, Теди Сандерс и Пит Регазоли, теже да се придруже Кући славних Делта Псија приређивањем масовне забаве на крају године.
Раднери траже од Тедија да стиша буку, а како би заслужио њихову услугу, позива их да се придруже забави. Кели упознаје Тедијеву девојку, Брук Скај, а Теди показује Маку његову спаваћу собу, која укључује залихе ватромета и дистрибутивну таблу која контролише струју куће. Теди пристаје да реши буку, али Мак и Кели обећавају да ће га увек позвати уместо полиције. Следеће ноћи, када журка поред куће држи Стелу будном, Мак не може да дође до Тедија. Кели убеђује Мака да анонимно позове полицију, али полицајац Воткинс их идентификује Тедију. Изневерен, Теди води Делта Пси да малтретирају Мака и Кели, што је довело до тога да Стела умало не поједе некоришћени кондом након што братство избаци своје смеће на травњак Раднерових. Мак и Кели иду код деканке факултета, Карол Гледстон, али школа има политику „три удара” пре него што интервенише; први удар Делте Псија спалио је њихову стару кућу.
Не успевајући да натера братство да се пресели оштетивши њихову кућу, Кели манипулише Питом и Брук да имају секс, а Мак наводи Тедија да их ухвати на делу. Теди и Пит се свађају, а роштиљ повређује пролазног професора. Ово даје Делта Псију други удар и ставља их на условну слободу, чиме се ефективно окончавају њихови планови журки. Одлучни да затворе братство, Мак и Кели траже помоћ Џимија, који је љубоморан што Пола спава са чланом Делта Псија, Скунијем. Да би прикупили доказе о малтретирању Делте Псија, ангажују залог под надимком Гузни Сок да се супротстави Тедију и забележи му претњу одмаздом. Кад му Теди уместо тога покаже љубазност, открива да су га Мак и Кели запослили и покушавају саботирати братство. Осветољубиви Теди насилно прави подвалу над Раднерима и Џимијем ваздушним јастуцима.
Послали су Тедију лажно писмо од Гледстонове којим је укинуо условну казну Делта Пси. Братство се припрема за забаву на крају године, коју Мак, Кели и Џими увелико објављују како би били сигурни да ће измаћи контроли. Када је забава у пуном јеку, обавештавају полицију, али Теди схвата шта су Раднери урадили и прекида журку чим Воткинс стиже. Џими се баца с балкона како би одвукао пажњу Тедију, допуштајући Кели да се ушуња у Тедијеву спаваћу собу док се Мак бори против њега. У немогућности да отвори прекидач да поново покрене забаву и упозори Воткинса, Кели пуца један од ватромета у свој патролни аутомобил. Пола убеђује Скунија да укључи напајање, поново влада журка и она се поново састаје са Џимијем. Теди преузима кривицу за забаву, убеђујући Пита да побегне са осталима и бива ухапшен; братство се гаси.
Четири месеца касније, Мак налети на Тедија, који ради као дописник без мајице у Abercrombie & Fitch-у. Срдачно се поздрављају и Теди открива да похађа ноћне часове како би добио своју диплому. Мак скида мајицу и у шали се понаша као дочек са Тедијем. Касније, Мак и Кели фотографишу Стелу у различитим костимима за календар. Добили су позив од Џимија и Поле и позвали их да присуствују Burning Man-у. Мак и Кели одбијају, прихватајући своје нове улоге родитеља.

## Улоге
| Глумац              | Улога                  |
| ------------------- | ---------------------- |
| Сет Роген           | Мак Раднер             |
| Зак Ефрон           | Теди Сандерс           |
| Роуз Берн           | Кели Раднер            |
| Кристофер Минц-Плас | Скуни Скофилд          |
| Дејв Франко         | Пит Регазоли           |
| Ајк Баринхолц       | Џими Блевис            |
| Карла Гало          | Пола Фолд-Блевис       |
| Џерод Кармајкл      | Гарфилд „Гари” Слејд   |
| Крејг Робертс       | Гари „Гузни Сок”       |
| Лиса Кудроу         | деканка Карол Гледстон |
| Ханибал Бурес       | полицајац Воткинс      |
| Халстон Сејџ        | Брук Шај               |
| Али Кобрин          | Витни                  |
| Џејсон Мандзукас    | др Теодоракис          |
| Брајан Хаски        | Бил Вазовковски        |
| Лиз Каковски        | Венди                  |